# بوکابرانی
بوککابرانی (به مجاری:  Bükkábrány) یک شهرداری در مجارستان است که در ناحیه مزوکووشد واقع شده‌است. بوککابرانی ۱۸٫۰۲ کیلومتر مربع مساحت و ۱٬۶۹۳ نفر جمعیت دارد.